# 586 Thekla
586 Thekla este un asteroid din centura principală, descoperit pe 21 februarie 1906, de Max Wolf. A fost numit după Sfânta Tecla din secolul I. Numele ar putea fi inspirat de designația provizorie a asteroidului, 1906 TC.